# Hell Is Us
Hell Is Us est un futur jeu vidéo d'action-aventure développé par Rogue Factor et publié par Nacon. Sa sortie est prévue pour Microsoft Windows, PlayStation 5 et Xbox Series le 4 septembre 2025.

## Histoire
Le jeu se déroule dans le pays fictif d'Hadéa. Le joueur incarne Rémi. Natif d'Hadéa mais ayant vécu son enfance en-dehors, ce soldat de la paix des Nations Unies a déserté et s'aventure dans le pays déchiré par la guerre d'Hadea pour retrouver ses parents, pour découvrir que la région est infestée d'êtres surnaturels à la suite d'un événement mystérieux nommé la « Calamité »,.

## Système de jeu
Hell Is Us est un jeu vidéo d'action-aventure joué à la troisième personne. Dans le jeu, le joueur prend le contrôle d'un soldat nommé Rémi et se bat contre des êtres surnaturels appelés « Hollow Walkers ». Le joueur peut combattre ces créatures en utilisant une variété d'armes de mêlée telles que des épées, des armes d'hast et des haches, chacune ayant son propre style d'attaque et sa propre vitesse. Rémi est également équipé d'un drone qui peut être utilisé pour distraire les créatures hostiles. Le joueur doit gérer à la fois la santé et l'endurance de Rémi. L'endurance se régénère progressivement, au contraire de la santé, bien que l'endurance maximale de Rémi à un moment donné soit limitée par son niveau de santé actuel. Combattre dans un état d'épuisement rend les attaques du joueur plus faible et est plus vulnérable.
Hadea est décrit par l'équipe comme un « monde semi-ouvert ». Le jeu demande au joueur de rassembler des indices pour retrouver les parents de Rémi. Le jeu renonce à des fonctionnalités que l'on retrouve généralement dans d'autres jeux, telles que les points de passage, le journal de quête et les marqueurs sur la carte. Le joueur doit écouter les conversations de Rémi avec d'autres personnages non jouables afin de découvrir l'emplacement de leurs objectifs.

## Développement
Le jeu est développé par Rogue Factor, le studio derrière Mordheim: City of the Damned. Le projet est mené par Jonathan Jacques-Belletête, le directeur artistique de Deus Ex: Human Revolution et de sa suite, Deus Ex: Mankind Divided. Selon Jacques-Belletête, le jeu est inspiré par le film Annihilation de 2018 et la trilogie du Rempart Sud de Jeff VanderMeer. Le jeu adopte un ATH minimaliste, car le studio est influencé par les jeux sortis dans les années 1990 et souhaite créer une expérience immersive dans laquelle les joueurs reçoivent des informations de manière « organique ». Jacques-Belletête compare le système de combat à ceux que l'on trouve couramment dans les jeux hack 'n' slash, un système qui n'est ni trop facile ni trop difficile.
Hell Is Us est annoncé pour la première fois par l'éditeur Nacon en avril 2022 et devait sortir en 2023. Le jeu refait surface en septembre 2024 lors de l'événement en direct State of Play (en) de Sony, et sa sortie est actuellement prévue en 2025 pour Microsoft Windows, PlayStation 5 et Xbox Series.

### Traduction
- (en) Cet article est partiellement ou en totalité issu de l’article de Wikipédia en anglais intitulé « Hell Is Us » (voir la liste des auteurs).